# Charles Kennedy

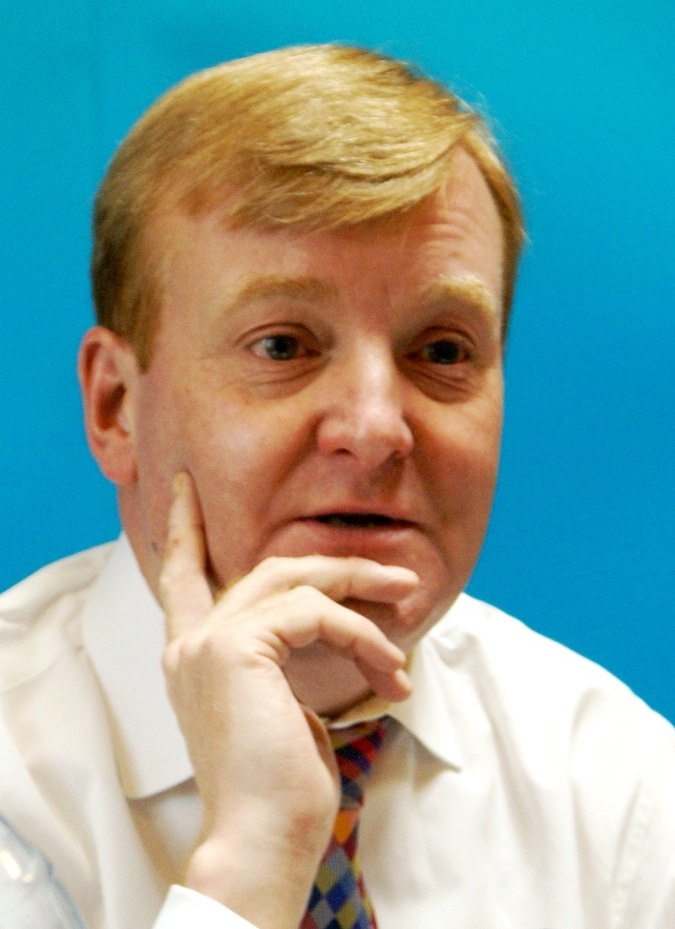
Charles Kennedy

Charles Peter Kennedy (Inverness, 25 november 1959 – Fort William, 1 juni 2015) was een Brits politicus. Hij was van 1999 tot 2006 voorzitter van de Liberal Democrats.

## Carrière
Kennedy groeide op in Schotland als katholiek en ging naar school in Fort William, waar hij aan scholierenverkiezingen deelnam. Hij studeerde af als Master in de politiek en filosofie aan de Universiteit van Glasgow, en werd er tot voorzitter van de Glasgow University Union verkozen. Onder zijn voorzitterschap opende hij de vereniging voor vrouwen. Hij werd tevens lid van de Social Democratic Party.
Na zijn afstuderen ging hij als journalist voor BBC Highland werken, en deed aan de Indiana University Bloomington in de Verenigde Staten onderzoek naar de speeches van Roy Jenkins. Terwijl hij aldaar studeerde, nomineerde de Social Democratic Party hem als parlementslid voor het district Ross, Cromarty en Skye. In 1983 werd hij daadwerkelijk verkozen, hetgeen een grote verrassing was: als drieëntwintigjarige werd hij het jongste lid dat ooit in het House of Commons had gezeteld. Hij behield het kiesdistrict gedurende vijf opeenvolgende verkiezingen. De partij fusioneerde met de Liberal Party in de late jaren tachtig en werd eerst bekend als de Social and Liberal Democratic Party, later als de Liberal Democrats. Zijn functies in de partij waren onder andere sociale zekerheid, landbouw, gezondheidszorg, Schotland en Europa. Van 1990 tot 1994 was hij president van de partij, onder het voorzitterschap van Paddy Ashdown.
Toen Ashdown in 1999 terugtrad, werd Kennedy op 9 augustus van dat jaar met 57% van de stemmen tot de nieuwe partijvoorzitter verkozen. Zijn stijl was drastisch verschillend van die van Ashdown; hij was steeds ontspannen, ietwat nonchalant en gemoedelijk. Hij verscheen een paar maal in Have I Got News For You, wat hem bij het grote publiek populair maakte, en geloofwaardig als een potentieel Eerste Minister. Later zou Kennedy het programma ook nog zelf presenteren.
Zijn belangrijkste ambitie bestond in het doorbreken van de traditionele positie van de Liberal Democrats als derde partij, die door het first past the post-systeem in wezen gedoemd waren om voor eeuwig de oppositie te blijven uitmaken. In de verkiezingen van 2001 nam het globale stemmenaandeel van de partij toe tot 18,3%, en in de verkiezingen van 2005 steeg dit nog naar 22,1%, waarbij ze daarenboven 62 zetels in de wacht sleepten, het grootste aantal sedert 1923. Strategisch poogde Kennedy een traditioneel lager aantal stemmen in totaal te compenseren door een groter aantal zetels, waarbij hij doelgericht op kiesdistricten van de Conservative Party mikte. Deze strategie is niet bijster succesvol gebleken: de LibDems snoepten slechts drie zetels van Tories af, en het verlies werd vooral door Labour geïncasseerd. In Wales wonnen ze voor het eerst een zetel op Plaid Cymru.
Kennedy’s leiderschap werd in toenemende mate gecontesteerd door partijleden die vonden dat de partij te veel naar rechts was opgeschoven in een poging om zetels op de Conservatives te veroveren. Volgens de partijregels moet een voorzitter zich binnen het jaar na een landelijke verkiezing opnieuw kandidaat stellen om zijn/haar positie te laten bevestigen. Kennedy diende zijn kandidatuur slechts luttele dagen vóór de einddatum in, zodat er geen gelegenheid meer was voor tegenkandidaten om zich te positioneren. In december 2005 vaardigde het tijdschrift The Liberal, dat geen affiliatie met de partij heeft, een petitie tegen Kennedy uit, waarvan het beweerde dat ze door ruim 3300 partijleden was ondertekend. De voornaamste kritiek van zijn tegenstanders was dat Kennedy een alcoholverslaving had en daardoor niet kon functioneren. Reeds in 2002 had Jeremy Paxman hem openlijk op televisie gevraagd of hij vaak op zichzelf dronk, wat hij ontkende. De BBC heeft zich later tegenover Kennedy verontschuldigd. Kennedy was tevens voorstander van het verlagen van de minimumleeftijd voor alcoholconsumptie — en de stemgerechtigde leeftijd — van 18 naar 16 jaar. In 2004 publiceerde The Times een ‘verklaring’ bij een artikel waarin de krant beweerd had dat Kennedy dat jaar niet aanwezig was geweest op de besprekingen van de begroting, ten gevolge van excessief drankgebruik.
Bij de verkiezingen van 2005 behaalden de Liberal Democrats met 62 zetels het beste resultaat uit hun geschiedenis, mede doordat Kennedy tegen de invasie van Irak door Tony Blair was gekant.
Op 6 januari 2006 verwittigde ITN Kennedy dat het een nieuwsbericht zou uitbrengen omtrent het feit dat hij therapie voor alcoholisme had ondergaan; daarop riep hij in allerijl een persconferentie bijeen om het nieuws alsnog zelf bekend te maken vooraleer de pers het zou onthullen. Korte tijd later ondertekenden 25 liberale parlementsleden een formele brief met het verzoek om zijn ontslag. Hij verweerde zich nog kranig in een interview in The Independent, maar volgens een peiling van Newsnight vond meer dan de helft van de partijleden dat hij beter kon opstappen. Reeds ’s anderendaags op 7 januari trad Kennedy af. Hij werd opgevolgd door Menzies Campbell en keerde terug naar de backbenches.
In een biografie over Kennedy door journalist Greg Hurst uit 2006 werd beweerd dat verschillende partijnotabelen, waaronder Campbell, reeds in 1999 op de hoogte waren van Kennedy’s drankprobleem, maar hem desalniettemin in zijn kandidaatsstelling hadden gesteund.
In juli 2007 kreeg Kennedy een vermaning van de spoorwegpolitie nadat hij in een trein had gerookt.
In februari 2008 werd hij verkozen tot rector van de Universiteit van Glasgow. Kennedy bleef parlementslid tot de verkiezingen van 2015, waarin de Liberal Democrats zeer zware verliezen boekten en de partij in heel Schotland slechts één zetel overhield. Van bij het begin was hij tegen de coalitieregering met de Conservative Party gekant, omdat de Liberal Democrats volgens hem daardoor verraad tegen hun centrumlinkse profiel pleegden. In totaal had Kennedy 32 jaar als parlementslid gediend.

## Overlijden
Kennedy werd op 1 juni 2015 dood aangetroffen in zijn woning te Fort William. De politie maakte geen melding van verdachte omstandigheden. De resultaten van de autopsie toonden aan dat hij aan een zware bloeding was overleden, veroorzaakt door zijn alcoholisme.
De reacties op Kennedy’s dood waren uiterst emotioneel. De woensdag na zijn overlijden vond in het Lagerhuis een eerbetoon door politici van alle gezindten plaats, dat werd bijgewoond door zijn ex-vrouw en zijn jonge zoon. De voormalige woordvoerder van Tony Blair, Alastair Campbell, was een hechte vriend van Kennedy en kampte eveneens met een drankprobleem. Hij deed een oproep aan de politici om alcoholverslaving voortaan als volwaardige ziekte te erkennen.